# Sauldre
Pour les articles homonymes, voir Sauldre (homonymie).
La Sauldre [soldʁ] est une rivière française qui coule dans les départements de Loir-et-Cher et du Cher, en région Centre-Val de Loire. C'est un affluent du Cher en rive droite, donc un sous-affluent de la Loire.
L'hydronyme Sauldre vient de la forme locale du mot saule.

## Géographie

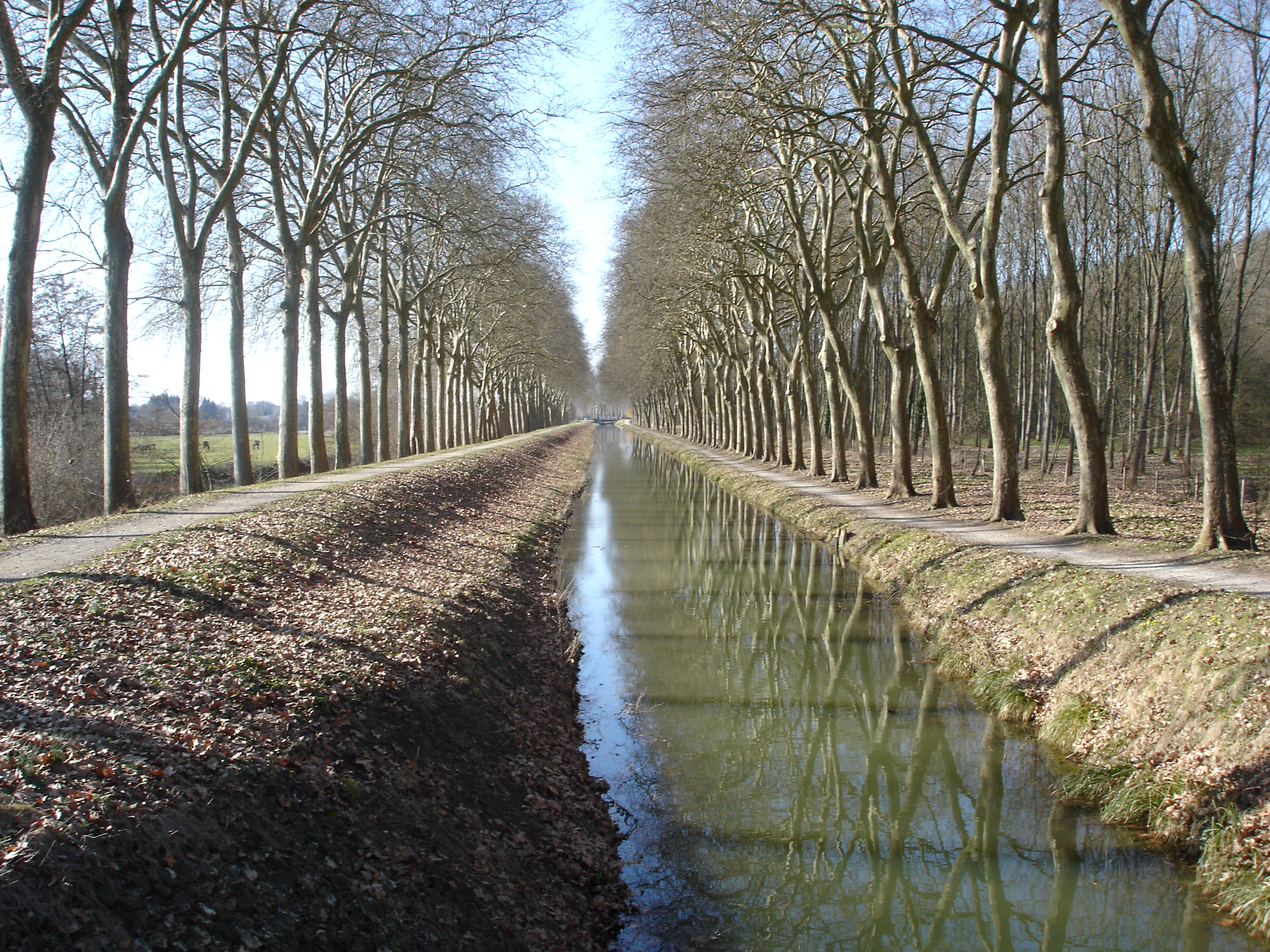
Petit canal de la Sauldre à Blancafort.

La Sauldre est le résultat de la confluence de la petite Sauldre et de la grande Sauldre en amont de la ville de Salbris et se jette dans le Cher au niveau de la commune de Châtillon-sur-Cher. Avec ses affluents, elle draine la partie sud de la Sologne et la région située nord et au nord-est de la ville de Bourges. En prenant le nom de Grande Sauldre sur son parcours amont, elle est longue de 183,8 km.

### Départements et communes traversées
La Sauldre traverse vingt-neuf communes dont :
- Cher (Grande Sauldre) : Humbligny, Neuvy-Deux-Clochers, Neuilly-en-Sancerre, Crézancy-en-Sancerre, Sens-Beaujeu, Le Noyer, Jars, Thou, Villegenon, Vailly-sur-Sauldre, Barlieu, Concressault, Blancafort, Argent-sur-Sauldre, Clémont, Brinon-sur-Sauldre ;
- Loir-et-Cher : Pierrefitte-sur-Sauldre, Souesmes, Salbris, La Ferté-Imbault, Selles-Saint-Denis, Loreux, Villeherviers, Romorantin-Lanthenay, Pruniers-en-Sologne, Gièvres, Billy, Selles-sur-Cher, Châtillon-sur-Cher.

### Toponymes
La Sauldre a donné son hydronyme aux quatre communes suivantes : Vailly-sur-Sauldre, Pierrefitte-sur-Sauldre, Brinon-sur-Sauldre, Argent-sur-Sauldre.

### Organisme gestionnaire
Le cours d'eau est géré par l'EPTB Loire.

## Affluents
La Sauldre a soixante-quatorze affluents références ou plutôt avec plus vingt-cinq affluents et de nombreux bras :
- La Grande Sauldre (rd) 46,2 km ou partie haute de la Sauldre ;
- La Verrerie (rg) 3,7 km sur la seule commune du Noyer ;
- Le Saint Lorette, 5,5 km sur la seule commune de Jars ;
- La Balance (rd) 8,4 km sur les trois communes de Menetou-Râtel, Jars, Le Noyer ;
- Les Chanays (rg) 4,3 km sur les deux communes de Villegenon, Jars ;
- La Salereine (rd) 20,3 km sur six communes avec onze affluents ;
- L'Ionne (rg) 8,7 km sur les quatre communes de Villegenon, Dampierre-en-Crot, Vailly-sur-Sauldre, Barlieu, avec quatre affluents ;
- L'Oizenotte (rg) 17,5 km sur quatre communes avec un affluent ;
- La Nère (rg) 39,3 km ;
- Le Limon (rg) 4,1 km sur la seule commune de Brinon-sur-Sauldre ;
- La Boute Vive (rg) 15,6 km sur trois communes avec quatre affluents ;
- La Petite Sauldre (rg) 63,3 km sur dix communes ;
- Le Fossé des Vacherons (rd) 11,7 km ;
- Le Méant (rd) 19,8 km sur quatre communes avec un affluent ;
- Le Naon (rg) 33,6 km sur six communes avec onze affluents ;
- La Lèse (rg) 10,8 km sur les trois communes de Villeherviers, Selles-Saint-Denis, La Ferté-Imbault ;
- La Beauce (rd) 12,4 km sur quatre communes avec un affluent la Petite Beauce ;
- La Rère (rg) 53,5 km sur neuf communes avec quatorze affluents[4] ;
- Le Riau Mabon (rg) 3,8 km sur la seule commune de Villeherviers avec un affluent ;
- Le Rantin (rd) 8,8 km sur les trois communes de Romorantin-Lanthenay, Millancay, Villeherviers avec un affluent ;
- La Nasse (rd) 9,4 km sur les deux communes de Romorantin-Lanthenay, Millancay, avec quatre affluents ;
- Le ruisseau de Saint-Marc (rg) 4,3 km sur les deux communes de Pruniers-en-Sologne, Romorantin-Lanthenay ;
- La Grande Rouaire (rg) 3,3 km sur les deux communes de Pruniers-en-Sologne, Gièvres ;
- La Manne (rd) 12,1 km sur quatre communes avec un affluent ;
- La Croisne (rd) 16,4 km sur les trois communes de Billy, Gy-en-Sologne, Mur-de-Sologne, sans affluent ;
- Le canal de Berry, 183,1 km.

## Hydrologie
La Sauldre est une rivière moyennement abondante, comme la plupart des cours d'eau de la région (Cher, Arnon, Yèvre entre autres). 

### La Sauldre à Selles-sur-Cher
Son débit a été observé sur une période de 49 ans (1965-2013), à Selles-sur-Cher, localité où se situe son confluent avec le Cher et à 73 m d'altitude. Le bassin versant de la rivière y est de 2 254 km2.
Le module de la rivière à Selles-sur-Cher est de 14,6 m3/s.
La Sauldre présente des fluctuations saisonnières de débit assez marquées, avec des hautes eaux d'hiver-début de printemps, portant le débit mensuel moyen à un niveau situé entre 16,9 et 31,9 m3/s, de décembre à mai inclus (avec un maximum en février), et des basses eaux d'été-début d'automne, allant de fin juin à fin octobre, amenant une baisse du débit moyen mensuel jusqu'à 3,6 m3/s au mois d'août, ce qui reste assez élevé. Mais les fluctuations de débit peuvent être bien plus importantes sur des périodes plus courtes.

### Étiage
À l'étiage le VCN3 peut chuter jusque 1,10 m3/s, en cas de période quinquennale sèche, soit seulement 1 100 litres par seconde.

### Crues
Les crues peuvent être importantes, caractéristique partagée par la plupart des affluents de la Loire. Les QIX 2 et QIX 5 valent respectivement 90 et 130 m3/s. Le QIX 10 est de 160 m3/s, le QIX 20 de 190 m3/s, tandis que le QIX 50 se monte à 220 m3/s.
Le débit instantané maximal enregistré à Selles-sur-Cher durant cette période, a été de 220 m3/s le 1er avril 1983. En comparant cette valeur à l'échelle des QIX de la rivière, on constate que cette crue était d'ordre cinquantennal, et donc assez exceptionnelle.

### Lame d'eau et débit spécifique
Au total, la Sauldre est une rivière moyennement abondante. La lame d'eau écoulée dans son bassin versant est de 205 millimètres par an, ce qui est nettement inférieur à la moyenne d'ensemble de la France tous bassins confondus (320 millimètres par an), et inférieur également à la moyenne du bassin de la Loire (244 millimètres par an). Le débit spécifique de la rivière (ou Qsp) affiche de ce fait un chiffre assez modéré : 6,6 litres par seconde et par kilomètre carré de bassin.
Le débit instantané maximal a été de 220 m3/s le 1er avril 1983, le débit journalier maximal a été de 208 m3/s le 11 avril 1983, et la hauteur maximale instantanée de 345 cm le 18 mars 1979.

## Galerie

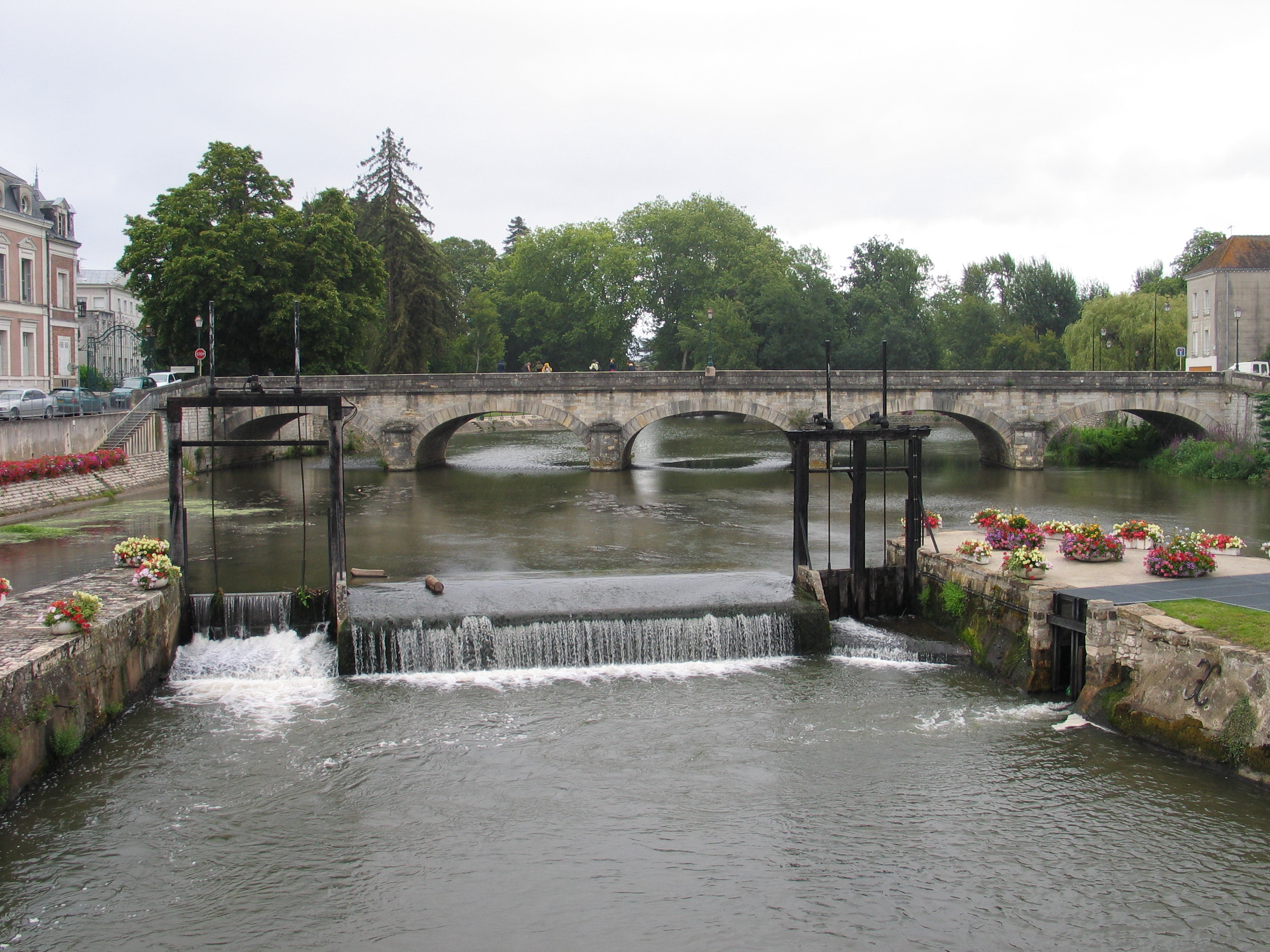
La Sauldre à Romorantin-Lanthenay.
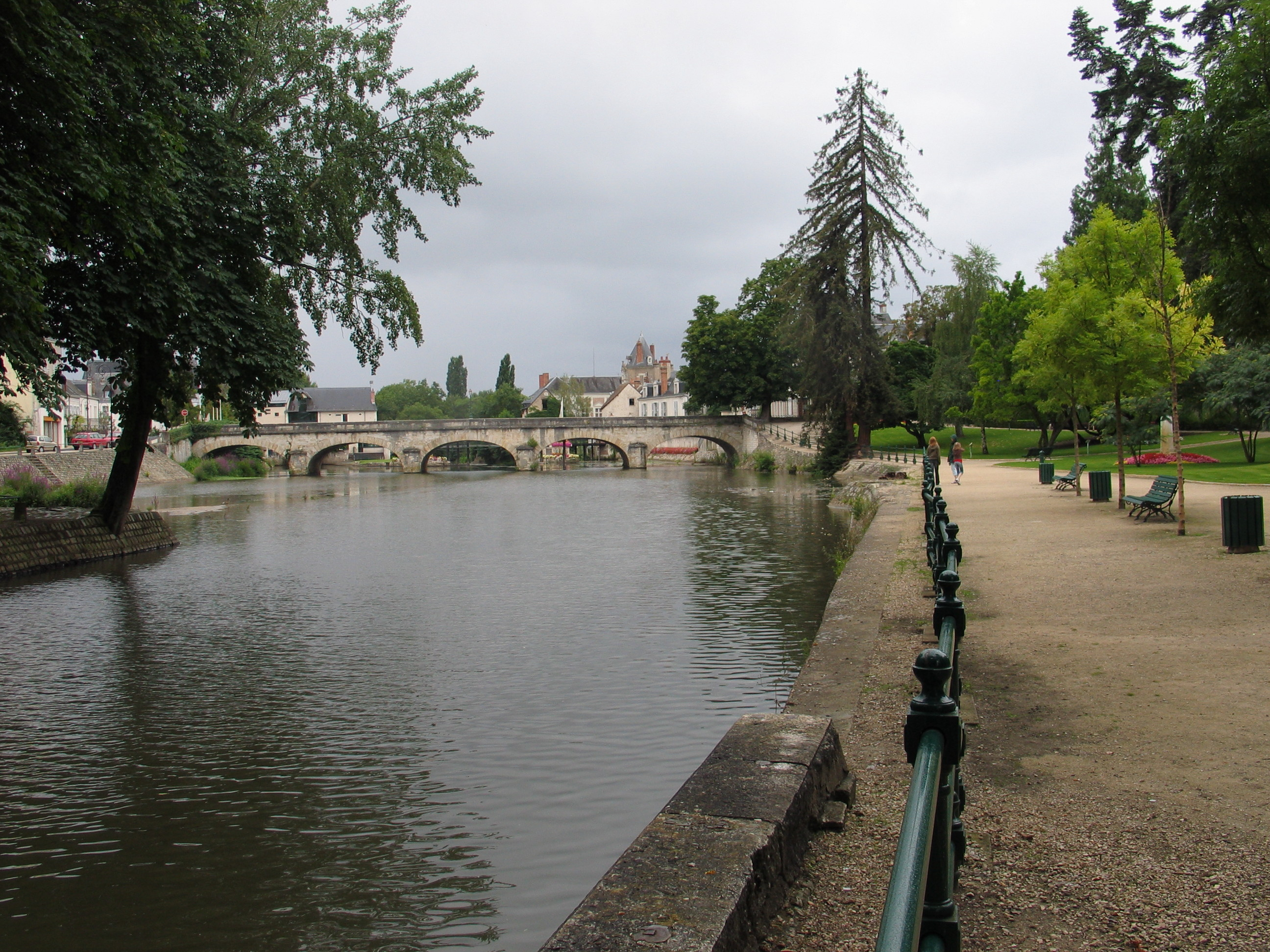
La Sauldre à Romorantin-Lanthenay.